# 御厨村 (静岡県)
御厨村（みくりやむら）は静岡県の西部、磐田郡に属していた村である。2020年に開業した御厨駅の周辺にあたる。

## 地理
- 河川：太田川

## 歴史

### 行政区画の変遷
- 1889年（明治22年）4月1日 - 町村制の施行に伴い、鎌田村、新貝村、新出村、稗原村、東脇村、和口村、東新屋村、大立野村、東貝塚村、南島村、小島村、蛭池村が合併して山名郡御厨村が発足。
- 1894年（明治27年）5月31日 - 大字東脇・新出・和口・東新屋・大立野・蛭池・南島・小島が南御厨村として分立。大字鎌田・新貝・稗原・東貝塚のみとなる。
- 1896年（明治29年）4月1日 - 郡の廃置により、磐田郡御厨村となる[1]。
- 1955年（昭和30年）1月1日 - 御厨村、大藤村、向笠村および南御厨村の一部が磐田市に編入される[2]。

## 教育
1947年施行の学校教育法の下では、御厨村立鎌田小学校と田原村御厨村南御厨村組合立神明中学校を設置していた。鎌田小学校は磐田市編入に伴って磐田市立御厨小学校となり、1957年に南御厨小学校・西貝小学校と統合されて磐田市立東部小学校となった。神明中学校は磐田市田原村組合立を経て磐田市立神明中学校となった。

## 交通

### 鉄道
日本国有鉄道東海道本線が村域を通過していたが、駅は設置されていなかった。
磐田市への編入後の1987年、周辺住民が新駅の設置を請願した。周辺地区の土地区画整理事業の進展などを受けて2020年に御厨駅が新設された。駅の名称は村に因んで付けられた。